# توبنس ميدلتون
توبنس ميدلتون (بالإنجليزية: Tuppence Middleton)‏ هي ممثلة إنجليزية ولدت في يوم 21 فبراير 1987 في مدينة بريستول في إنجلترا، بدأت بالتمثيل في سنة 2008، مثلت في مسلسل سينسايت والحرب والسلام وسندباد وفيلم حرب التيارات.

## روابط خارجية
- توبنس ميدلتون على موقع IMDb (الإنجليزية)
- توبنس ميدلتون على موقع ألو سيني (الفرنسية)
- توبنس ميدلتون على موقع أول موفي (الإنجليزية)
- توبنس ميدلتون على موقع قاعدة بيانات الأفلام السويدية (السويدية)
- توبنس ميدلتون على موقع قاعدة بيانات الفيلم (الإنجليزية)
- توبنس ميدلتون على موقع كينوبويسك (الروسية)